# 12. pehotna divizija (ZDA)
Za druge 12. divizije glejte 12. divizija.
12. pehotna divizija (izvirno angleško 12th Infantry Division) je bila pehotna divizija Kopenske vojske ZDA.